# Quando siete felici, fateci caso
Quando siete felici, fateci caso, è una raccolta di discorsi ufficiali ai laureandi tenuti da Kurt Vonnegut  fra 
il 1978 e il 2004.  La raccolta è aperta da un'introduzione di Dan Wakefield.

## Contenuti
- Introduzione
- "Come fare i soldi e trovare l'amore" -(How to Make Money and Find Love!) Fredonia College, Fredonia, New York, 20 maggio 1978
- "Consigli alle neolaureate (di cui tutti gli uomini dovrebbero essere a conoscenza!) - (Advice to Graduating Women (That All Men Should Know)) Agnes Scott College, Decatur, Georgia, 15 maggio 1999
- "Come avere qualcosa che molti miliardari non hanno" - (How to Have Something Most Billionaires Don't) Rice University, Houston, Texas, 12 ottobre 2001
- "Perché non potete impedirmi di parlar male di Thomas Jefferson" - (Why You Can't Stop Me From Speaking Ill of Thomas Jefferson) The Indiana Civil Liberties Union (now The American Civil Liberties Union of Indiana, Indianapolis, Indiana, 16 settembre 2000
- "In che modo la musica cura i nostri mali (e ce ne sono in abbondanza)" - (How Music Cures Our Ills (And There Are Lots of Them)) Eastern Washington University, Spokane, Washington, 17 aprile 2004
- "Se non siete mai andati all'università, non vi strappate i capelli!" - (Don't Despair If You Never Went to College!) Carl Sandburg Award, Chicago, Illinois, 12 ottobre 2001
- "Cos'hanno in comune la «danza degli spiriti» dei nativi americani e i pittori francesi alla guida del movimento cubista" - (What the "Ghost Dance" of the Native Americans and the French Painters Who Led the Cubist Movement Have In Common) The University of Chicago, Chicago, Illinois, 17 febbraio 1994
- "Come ho imparato da un insegnante cosa fanno gli artisti" - (How I Learned From a Teacher What Artists Do) Syracuse University, Syracuse, New York, 8 maggio 1994
- "Non dimenticate da dove venite" - (Don't Forget Where You Come From) Butler University, Indianapolis, Indiana, 11 maggio 1996

## Edizioni in italiano
- Quando siete felici, fateci caso, traduzione di Martina Testa, a cura di Dan Wakefield, Roma, Minimum fax, collana Sotterranei, 2015,  p. 110, ISBN 978-88-7521-632-0.
- Kurt Vonnegut, Quando siete felici, fateci caso, a cura di Dan Wakefield; traduzione di Martina Testa e Assunta Martinese, Minimum fax, Roma 2017
- Kurt Vonnegut, Quando siete felici, fateci caso: discorsi per il giorno del diploma e altri scritti motivazionali, traduzione di Martina Testa e Assunta Martinese; a cura di Vincenzo Mantovani, Bompiani, Firenze-Milano 2022